# Сага про Ґреттіра

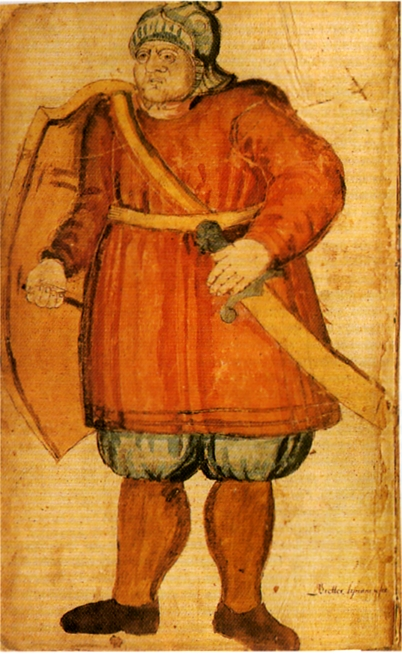
Портрет Ґреттіра з манускрипту.

Сага про Ґреттіра, Асмундового сина (ісл. Grettis saga Ásmundarsonar або Grettis saga), або Сага про Ґреттіра — одна з широковідомих саг, що належить до групи Саг про ісландців (ісл. Íslendingasögur) й містить у собі життєпис чоловіка на ім'я Ґреттір, син Асмунда. 

## Загальні відомості
Відомі на сьогодні саги про ісландців були записані між ХІІ-XIV ст.; їх об’єднувало те, що вони були записані пізніше за ті події, про які розповідалося. Охоплений період Саги про Ґреттіра – це плідне «століття саг», приблизно з 930 – 1030 рр., хоча самі рукописи датуються XIV ст. Не зважаючи на давність подій та незначні порушення у хронології, у сазі вони вказані із характерною для цього жанру історичною точністю. 
Поміж інших саг ця вирізняється своїм казково-міфологічним наповненням та наративів авантюрного роману. 